# المرأة (فلم 2011)
المرأة (بالإنجليزية: The Woman) هو فيلم رعب وإثارة أُنتج في الولايات المتحدة وصدر سنة 2011 من بطولة شون بريدجيرس، أنجيلا بيتيس بوليانا ماكينتوش.

## القصة
رجل أثناء ذهابه للصيد يجد امرأة متوحشة تثير إعجابه، فيجد طريقة ما تمكنه من صيدها دون قتلها أو حتى جرحها ثم يأخذها إلى منزله ويحبسها في القبو وبعدها تتوالى الأحداث ونجد أن عائلة الرجل تعاني من كثير من المشاكل الداخلية.

## الممثلين
| ممثلين             | الدور/الوظيفة |
| ------------------ | ------------- |
| بوليانا ماكينتوش   | المرأة        |
| لورين اشلي كارتر   | بيجي سيليك    |
| شون بريدجرز        | كريس سيليك    |
| أنجيلا بيتيس       | بيل سيليك     |
| زاك راند           | بريان سيليك   |
| شيلا مولوسن        | دارلين كليك   |
| أليكسا مارسيجليانو | سوكيت         |

## وصلات خارجية
- مقالات تستعمل روابط فنية بلا صلة مع ويكي بيانات